# Groupe de NGC 3054
Le groupe de NGC 3054 comprend au moins neuf galaxies situées dans les constellations de la Machine pneumatique et de l'Hydre. La distance moyenne entre ce groupe et la Voie lactée est d'environ 42,4 Mpc (∼138 millions d'al).

## Membres
Le tableau ci-dessous liste les neuf galaxies du groupe dans l'ordre indiquées dans l'article de A.M. Garcia paru en 1993.   
| Nom        | Constellation       | Classification    | Type                        | α (J2000.0)   | δ (J2000.0)  | Vitesse radiale (km/s) | Magnitude apparente | Distance (Mpc) | Diamètre (kal) |
| ---------- | ------------------- | ----------------- | --------------------------- | ------------- | ------------ | ---------------------- | ------------------- | -------------- | -------------- |
| NGC 3051   | Machine pneumatique | (R')SB0^-(s) pec? | Lenticulaire                | 09h 53m 58.6s | -27° 17′ 11″ | 2552 ± 15              | 11,8                | 42,5 ± 3,0     | 211            |
| NGC 3078   | Hydre               | E2-3              | Elliptique                  | 09h 58m 24.6s | -26° 55′ 36″ | 2580 ± 20              | 11,1                | 43,0 ± 3,0     | 188            |
| ESO 499-32 | Hydre               | SB(r)ab           | Spirale barrée              | 09h 59m 28.4s | -26° 51′ 50″ | 2450 ± 8               | 12,21 ± 0,09        | 41,0 ± 2,9     | 140            |
| NGC 3084   | Machine pneumatique | (R')SB(s)ab pec   | Spirale barrée              | 09h 59m 06.4s | -27° 07′ 44″ | 2542 ± 8               | 12,3                | 42,4 ± 2,5     | 76             |
| NGC 3089   | Machine pneumatique | SAB(rs)b          | Spirale intermédiaire       | 09h 59m 36.7s | -28° 19′ 53″ | 2708 ± 10              | 12,2                | 44,8 ± 3,2     | 87             |
| IC 2531    | Machine pneumatique | Sc?               | Spirale                     | 09h 59m 55.8s | -29° 37′ 01″ | 2472 ± 3               | 12,0                | 41,3 ± 2,9     | 283            |
| NGC 3054   | Hydre               | SAB(r)b           | Spirale intermédiaire       | 09h 54m 28.6s | -25° 42′ 12″ | 2426 ± 7               | 11,8                | 40,7 ± 2,9     | 141            |
| ESO 499-26 | Hydre               | SB(s)dm?          | Spirale barrée magellanique | 09h 58m 21.2s | -25° 10′ 26″ | 2385 ± 6               | 14,81               | 40,1 ± 2,8     | 114            |
| IC 2537    | Machine pneumatique | SAB(rs)c          | Spirale intermédiaire       | 10h 03m 51.9s | -27° 34′ 15″ | 2793 ± 2               | 12,1                | 46,1 ± 3,3     | 107            |

Le site DeepskyLog permet de trouver aisément les constellations des galaxies mentionnées dans ce tableau ou si elles ne s'y trouvent pas, l'outil du site constellation permet de le faire à l'aide des coordonnées de la galaxie. Sauf indication contraire, les données proviennent du site NASA/IPAC.

## Amas de l'Hydre et superamas de l'Hydre-Centaure
Le groupe de NGC 3054 est l'un des groupes de galaxies de l'amas de l'Hydre (Abell 1060).
L'amas de l'Hydre est l'amas dominant du superamas de l'Hydre-Centaure.

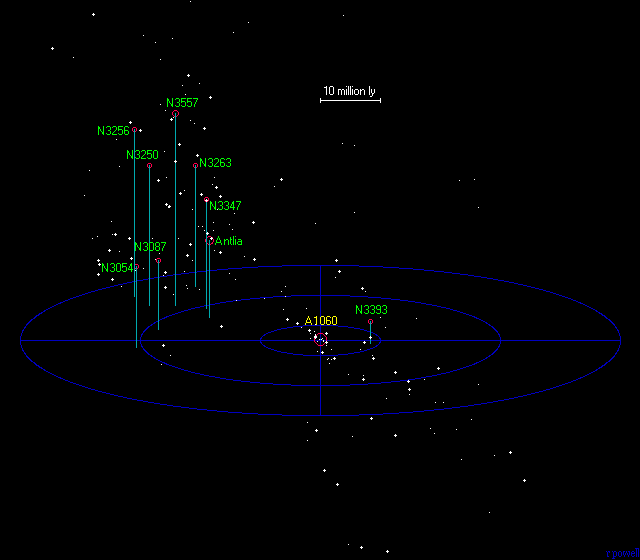
Carte tridimensionnelle du superamas de l'Hydre-Centaure. Cette carte montre les positions des 250 plus grosses galaxies du superamas. On trouve au centre du superamas l'amas dominant du superamas, l'amas de l'Hydre (Abell 1060). (Powell, Richard, Atlas of the Universe.)